# همسباخ
همزباخ (بالألمانية: Hemsbach) هي مدينة وبلدة ألمانية تقع في ألمانيا في منطقة راين نيكار ‏. يقدر عدد سكانها بـ 12,258 نسمة .

## المدن التوأمة
مدن Bray-sur-Seine، Wareham وموشلن هي مدن توأمة لـهمزباخ.